# ホリデーアクトパス
ホリデーアクトパスは、西日本鉄道（西鉄）グループのバス事業で共通して導入されている、土日祝日限定の定額式定期割引乗車券である。

## 概要
2009年（平成21年）3月に施行された定額給付金に合わせて、同年5月1日から7月31日の期間限定で発売・導入されたのが始まりである。このときは価格は19歳 - 64歳の人に対する給付金と同額の12,000円で、通用期間は発売日にかかわらず同年6月から12月までの土曜日・日曜日・祝日であった。
その後、発売継続の要望が多数寄せられ、販売実績も好調であったことから、2009年12月21日から本格発売・2010年（平成22年）1月1日より通用開始となった。価格は発売当初と同じく12,000円で、利用期間は6か月に短縮されている。
土日祝日に限り、西鉄およびグループ各社の一般路線バス全線に乗車できる。また、特急バスの全線や、主に福岡県内を運行する短距離高速バスの指定路線が通常運賃の半額で利用できる。
西鉄がこれ以前に発売開始したグランドパス65やエコルカードと異なり、年齢・身分などの制限がなく、誰でも購入できる。
発売券種は6か月・12,000円のみ。月度方式の定期券のため、通用期間の開始日は月の初日（1日）のみとなる。紙式での発売で、nimocaへの搭載には対応していない。

## 沿革
- 2009年（平成21年）5月1日～7月31日 期間限定で発売
- 2009年（平成21年）6月1日～12月31日 初回発売の通用期間（7か月間・購入日にかかわらず同じ）
- 2009年（平成21年）12月21日 本格発売開始
- 2010年（平成22年）1月1日 本格発売分の通用開始

## 利用可能な路線

### 利用対象事業者
以下の西鉄グループの事業者が運行する一般路線バス（普通・快速・特別快速・急行）全線で利用できる。但し、コミュニティバスや定期観光バスは利用不可。深夜バスに乗車する場合は、深夜料金として乗車区間の片道運賃が別途必要となる。
- 西日本鉄道自動車事業本部
- 西鉄バス北九州
- 西鉄バス筑豊
- 西鉄バス宗像
- 西鉄バス二日市
- 西鉄バス久留米
- 西鉄バス大牟田
- 西鉄バス佐賀

また、日田バスが運行する杷木 - 日田BT間の一般路線も利用可能である。

### 運賃半額対象の高速バス路線
- 福岡 - 北九州線
- 福岡空港 - 小倉線
- 福岡 (天神) - 津田・苅田・行橋線（西鉄バス北九州）
- 福岡 (天神) - 直方線（西鉄バス筑豊）
- わかくす号（西鉄バス佐賀）
- 福岡空港 - 佐賀線（西鉄バス佐賀）
- 福岡 - 佐賀空港線
- 福岡 (天神) - 鳥栖プレミアム・アウトレット線（西鉄バス佐賀）※500円運賃実施期間中であっても正規運賃基準での半額割引となる
- ひた号（西鉄・日田バス）※日田バス便でも半額割引
- 福岡空港 - 小倉線
- 北九州空港エアポートバス（西鉄バス北九州）
- 福岡空港 - 久留米線（西鉄バス久留米）
- 福岡空港 - 大牟田・荒尾線（西鉄バス大牟田）

## 通用日
土曜日、日曜日、祝日のみ利用できる。平日に日祝日ダイヤ・年末年始ダイヤで運行する日は利用できない。

## 利用方法
- 乗車時は、整理券を取る。
  - 高速バス・特急バス利用時に、ICカード乗車券（nimocaなど）で支払をする場合は、乗車口にあるICカードリーダーにカードをかざす。
- 降車時は、整理券を運賃箱に投入し、券面を乗務員に呈示する。
  - 高速バス・特急バス利用の場合は、通常片道運賃の半額を現金・ICカード乗車券・普通乗車券を用いて支払う。
  - なお、ICカード乗車券利用時は、ホリデーアクトパス呈示後、乗務員がICカードリーダーを操作した後にカードをかざす。